# Zeitschrift für Geopolitik
Zeitschrift für Geopolitik a fost o publicație mensuală de geopolitică din Germania și totodată, prima revistă de geopolitică din lume. A fost fondată în 1923 de Institutul de Geopolitică din München. Printre colaboratorii revistei s-au numărat fruntașii școlii germane de geopolitică - Karl Haushofer, Otto Maull, Erich Obst ș.a. În 1945 revista și-a încetat activitatea. 